# Alfonso Giordano (arbeidsarts)
Alfonso Giordano (Lercara Friddi, 11 januari 1843 – aldaar, 15 juli 1915) was een medicus op het eiland Sicilië in het koninkrijk Italië. 
Hij stelde stoflong vast bij arbeiders die werkten in de zwavelmijnen op Sicilië. Dit was te wijten aan zwavelmineralen die zich in de longen vastzetten. Bij kinderen die in de mijnen werkten, stelde hij bovendien een slechte verkalking der beenderen vast, gepaard met bloedarmoede. Deze kinderen werden in het Siciliaans dialect Carusi genoemd, in het enkelvoud Carusu. De zwavelmijnen waren in de loop van de 19e eeuw uitgegroeid tot een bloeiende industriële tak in Sicilië.
Giordano was tevens docent aan de universiteit van Palermo. Hij ontwikkelde het vak arbeidsgeneeskunde op basis van zijn bevindingen in de zwavelmijnen. Hij doceerde mijnhygiëne. Het duurde tot 1901 eer de eerste voorschriften wettelijk van kracht waren om mijnwerkers medisch te begeleiden. Hij ontving een doctoraat honoris causa aan de Sorbonne in Parijs voor zijn onderzoekswerk in mijnhygiëne.
Giordano werd later in zijn leven burgemeester van zijn geboortedorp Lercara Friddi.

## Kleinzonen
Twee kleinzonen van hem zijn naamgenoten:
- Alfonso Giordano (patholoog) (1910-1990), hoogleraar anatomopathologie aan de universiteit van Palermo
- Alfonso Giordano (magistraat) (1928-2021), voorzitter van het eerste ‘maxiprocesso’ tegen de maffia in Palermo in de jaren 1980.

- Gemeinsame Normdatei: 140122915
- International Standard Name Identifier: 0000 0000 7331 3738
- Library of Congress Control Number: n2009049510
- Istituto Centrale per il Catalogo Unico: PALV045165
- Virtual International Authority File: 96726169
- WorldCat: E39PBJjhCJDXPPKdhmRFmcM3wC